# Romain Harou
Romain Harou (dit Nicolas-Philippe Harou-Romain), né à Bernay le 15 août 1796 (17 thermidor an IV) et mort à Caen le 22 avril 1866, est un architecte français.

## Biographie
Fils de l’architecte Jean-Baptiste Philippe Harou dit le Romain (1761-1822), Harou-Romain commence ses études à l’École polytechnique qu’il quitte en 1815 pour réaliser des études d’architecte.
En 1822, à la mort de son père, il prend sa place comme architecte du département du Calvados. Il exerce cette fonction jusqu'en 1845, où il démissionne à cause d'ennuis de santé. Il est remplacé par Paul Vérolle.
En 1850, il devient architecte diocésain du diocèse d’Alger, poste qu'il occupe jusqu'en 1852, où il est remplacé par Jean-Baptiste Féraud.
Il est inhumé dans le caveau familial au cimetière des Quatre-Nations.

## Œuvres
Il commence sa carrière en terminant certains projets initiés par son père. Ainsi, il termine les travaux du palais de Justice de Caen. Il va également poursuivre les projets de prisons à Pont-l'Evèque et à Caen. Vers 1840, il propose un projet de bâtiment pour la sous-préfecture à Bayeux, mais ce projet n'est pas retenu . Après avoir démissionné de son poste d'architecte départemental, il devient membre de la commission chargée d'étudier le logement insalubre . En 1854, il propose un projet au concours pour l’emplacement de la gare de Caen, son emplacement se situe près de la prairie .
En Algérie, il propose un projet pour la mosquée Ketchaoua d'Alger (cathédrale Saint-Philippe à l'époque), il dirige durant une période les travaux mais ils sont terminés en 1890 selon les plans d'Albert Ballu.

### L’architecture pénitentiaire
Tout au long de sa carrière Harou-romain s'intéresse à l'architecture pénitentiaire. Durant sa carrière, il réalise peu de prisons mais il rédige plusieurs textes qui font de lui un théoricien de l'architecture pénitentiaire du XIXe siècle.

Il est favorable à la prison cellulaire et il s’inspire du panoptique de Jeremy Bentham. Il critique le modèle pennsylvanien d'isolement total, et notamment la prison de Cherry Hill (1822), et propose de placer les détenus dans des cellules sans portes pleines afin de faciliter la circulation de l'air et la surveillance des gardiens . Il encourage également la construction de cellule de taille suffisante pour permettre aux détenus d'exercer une activité et de pratiquer leur culte. 

Il participe à la rédaction d’un atlas de plan de prisons avec Blouet et Horeau en 1841. Cet atlas accompagne l’Instruction et programme pour la construction de maisons d’arrêt et de justice transmise aux Préfets par le ministre de l’intérieur Duchâtel .

Lors du congrès pénitentiaire de Bruxelles en 1847, Harou-Romain propose un nouveau projet de pénitencier agricole .

### Principales réalisations
- Hôtel de Préfecture du Calvados, Caen  Inscrit MH (1963, 1986) [12]
- 1820-1830, Prison de Beaulieu, Caen  Inscrit MH (1975)[13]
- Ancienne prison et ancien tribunal de Pont-l'évêque ,  Inscrit MH (1997)[14],[15]
- Anciennes remises et écuries, l'orangerie et les serres, ainsi que le potager attenant au château de Canisy, Manche  Classé MH (1945)[16]
- Château de Castilly,  Inscrit MH (2005)[17]
- Obélisque au duc de Berry